# Ons Volk (verzetskrant)
Ons volk; den vaderlant ghetrouwe was een verzetsblad uit de Tweede Wereldoorlog, dat vanaf 7 oktober 1943 tot en met 5 juli 1945 in onder meer Amsterdam, Utrecht en Den Haag in gedrukte vorm werd uitgegeven. Het blad werd breed verspreid en verscheen tot september 1944 maandelijks, daarna ongeveer 2 keer per maand. De oplage varieerde tussen de 55.000 en 120.000 exemplaren. De inhoud bestond voornamelijk uit algemene- en opinie-artikelen en binnenlandse berichten.

## Oprichting
Het verzetsblad is ontstaan na besprekingen tussen studenten en pas afgestudeerden van de universiteiten in Leiden en Utrecht in de zomer van 1943. Men wilde een nieuw illegaal periodiek opzetten dat door een grote oplage en populaire stijl de massa van het Nederlandse volk zou kunnen bereiken. Het lukte echter niet overeenstemming te bereiken over de grondslagen van het op te richten blad. De gevoerde discussie deed echter bij de studenten Han Gelder (Indologische Studies te Leiden), en Wim Eggink (kandidaat sociale geografie te Utrecht) het denkbeeld ontstaan, zelfstandig tot redactie en uitgave over te gaan. Zij vonden dat de illegale pers haar belangrijkste taak, de geest van verzet stimuleren, verwaarloosde en ook in haar verspreiding te zeer beperkt bleef tot bepaalde bevolkingsgroepen. Naar hun mening bestond vooral behoefte aan zuivere verzetsliteratuur tegen aantasting van hetgeen zij kortweg 'de humaniteit' noemden.

## Inhoud
Met behulp van de contacten, die uit velerlei illegale activiteit op andere terreinen waren ontstaan, richtten zij het eerste illegale orgaan op waarin ook veel actuele foto's waren opgenomen. In het eerste nummer werd op pagina in 'Ter inleiding' beloofd goede voorlichting te zullen geven aan met name de doelgroepen arbeiders en middenstanders. Het blad was vooral lezenswaardig door de informatie die werd verkregen uit overheidskringen. Daarbij werd voor humor (zowel in woord als in tekening) een ruime plaats ingeruimd. Het eerste nummer verkreeg al direct een landelijke verspreiding, verzorgd vanuit Utrecht door Eggink en vanuit Den Haag door Gelder. Er werden drie edities gedrukt: in Den Haag, Woerden en Apeldoorn. Voor zover het formaat geen belemmering vormde, was de inhoud gelijk. Later werden nog drukkers gevonden in andere plaatsen, zoals Amsterdam en Alphen aan den Rijn.

## Organisatie en verspreiding
De voor een illegaal blad ongekend hoge beginoplage van 55.000, welke bovendien snel steeg, stelde de organisatie voor enorme problemen. Gedeeltelijk werd voor de verspreiding de verspreidingsgroep van K. Knol en R. van Aalst ingeschakeld. De verspreiding was echter grotendeels in handen van studenten en de relaties die deze in verschillende plaatsen hadden. Vooral in het westen, midden en zuiden van het land geschiedde de verspreiding zeer intensief. Voor de expeditie werd voornamelijk van bodediensten en beurtvaart gebruik gemaakt. In dezelfde periode als voor 'Ons Volk' werd Het Vaderland opgericht, bestemd voor de in Duitsland werkende Nederlandse arbeiders. Een ander blad, De Toekomst (opgericht op initiatief van mr. D.C.B. Mesritz) maakte gebruik van het technisch apparaat van 'Ons Volk'. Matrijzen werden door J. van Mansvelt en J.C. Woestenburg jr. uit Leiden naar Gennep gebracht. Daar werd het blad op de persen van de in oktober 1943 verboden 'Maas- en Niersbode' gedrukt en het blad in en rond Geleen verspreid.
Op 21 januari 1944 viel de Sicherheitspolizei bij de uitvoering van een gecoördineerde actie tegen de Parool-groep gemeenschappelijke adressen binnen. Die dag beroofde Han Gelder zich van het leven toen hij in handen dreigde te vallen van de Duitsers. Wim Eggink overleed 24 april 1945 in het tuchthuis te Hameln. Enige maanden lang nam de advocaat Denis Claire Baudouin Mesritz de leiding van de redactie op zich. Hij werd echter op 16 mei 1944 ook gearresteerd en is op 16 maart 1945 in het concentratiekamp Rathenow overleden. Uit de kringen van de medewerkers vormde zich een kern, die tot de bevrijding de leiding van 'Ons Volk' uitmaakte: mevrouw J.W.Th.M. Eggink-van Hellenberg Hubar, J.F. Glastra van Loon, B.B. de Groot, A.A. Heeres, J. van Mansvelt, G. Monsees, L. van Nouhuys, P.A.E. Renardel de Lavalette, A. de Vries en J.C. Woestenburg jr. De gebeurtenissen van september 1944 (Dolle Dinsdag) brachten een decentralisatie van de verspreiding vanuit Den Haag met zich mee. In Den Haag en Amsterdam verschenen aparte edities. De verspreiding vanuit Utrecht bleef intact, omdat daar het grootste gedeelte van de medewerkers inmiddels was bevrijd. Een regelmatig contact tussen de kernleden bleef evenwel behouden, zodat de inhoud van de lokale edities op hoofdpunten overeenstemde.

## Overige activiteiten
Andere publicaties van Ons Volk, naast de bijdragen aan en betrokkenheid met de hieronder genoemde gerelateerde kranten, waren:
- De ezelsspotprent[3],
- Letterlijke teksten van door Radio Oranje uitgezonden redevoeringen en regeringsmededelingen werden geleverd door de radio-luister-opnamedienst van J.C. Verhagen.

Technische medewerking werd verleend aan:
- een uitgave in dagboekvorm van Zes kaarsen voor Indië, door mr. Leonhard Huizinga,
- Opbouw van een nieuw Rijksbestuur,
- het tweemaal verschenen blad Ons Rijk,
- plakacties als
  - Die Letzte Waffe,
  - Das neue Deutschland braucht Männer[4]
  - An die Kinder von 1918.

Teneinde aan geldmiddelen te komen, richtte de Utrechtse groep van Ons Volk de uitgeverij Het Stichtse Pepertje op o.l.v. F.A. Ameling en F.H. Sobels met medewerking van de tekenaar A. (Andries) Frederiks. Frederiks was ook verantwoordelijk voor de uitgaven van de al genoemde ezelprent, twee boekjes met karikaturen, de Mosquito-kalender, het gedicht 'Vooravond Kerstmis 1944' van A. den Doolaard en het boekje 'Thank you' voor de bevrijders van Nederland. Overeenkomstig de opzet staakte de organisatie 'Ons Volk' bij de bevrijding, nadat 1 mei 1945 nog een slotnummer was uitgegeven, alle naar buiten tredende activiteit.

## Betrokken personen
- K. Knol, verspreiding
- Jan van Mansvelt, medewerker
- Denis Claire Baudouin Mesritz, redactie
- G. Monsees, medewerker
- L. van Nouhuys, medewerker
- P.A.E. Renardel de Lavalette, medewerker
- F.H. Sobels
- R. van Aalst, verspreiding
- A. de Vries, medewerker
- Jan Coenraad Woestenburg jr., medewerker
- F.A. Ameling
- Wim Eggink, oprichter
- Johanna van Hellenberg Hubar, medewerker
- A. Frederiks, illustraties
- G.H. Gelder, oprichter
- Jan Glastra van Loon, medewerker
- B.B. de Groot, medewerker
- A.A. Heeres, medewerker
- Marinus van der Stoep, verspreiding

## Gerelateerde kranten
- Die Letzte Chance!; Organ der Deutschen Widerstandsbewegung (verzetsblad, Utrecht)[6]
- Het vaderland; blad voor de Nederlands(ch)e arbeiders in Duitsland (verzetsblad, Den Haag)[7]
- Verzet; orgaan voor de nationale bevrijding (verzetsblad, Haarlem-Apeldoorn-Nijkerk)[8]
- De gil (verzetsblad, Den Haag-Amsterdam)[9]
- Slaet op den trommele (verzetsblad, Utrecht)[10]
- Ons rijk (verzetsblad, Amsterdam)[11]
- De toekomst (verzetsblad, Den Haag)[12]
- Kleine krant van ons volk; -den vaderlant ghetrouwe- (verzetsblad, Den Haag)[13]
- Sol justitiae: het Utrechts studentenblad[14]
- Maandagochtendblad ons volk (verzetsblad, Amsterdam)[15]
- Oranje-bulletin; met medewerking van De Geus, Ons Volk, Het Parool, Vrij Nederland, Je Maintiendrai, Voor God en den koning, De Waarheid, Trouw, Ons Vrije Nederland, De Nieuwsbode en Slaet op den Trommele (verzetsblad, Utrecht)[16]